# Derecho a soñar

Derecho a soñar (Droit de rêver) est une série télévisée espagnole en 130 épisodes de 55 minutes créée par Valerio Boserman et diffusée entre le 21 janvier et le 12 juillet 2019 sur La 1,. L'intrigue se déroule dans un cabinet d'avocats.

## Synopsis
Julia Rojas (Alba Ribas), une jeune femme d'origine modeste et à la vie difficile, a obtenu, après de nombreux efforts, un diplôme en droit et a maintenant l'intention de faire partie d'un prestigieux cabinet d'avocats. Cependant, les choses ne se passeront pas comme elle le souhaitait et elle sera embauchée comme secrétaire. Elle y fera la rencontre de Jorge Leiva (Jon Arias), l'un des partenaires de la firme avec un bon nombre de collègues. Julia entrera ainsi dans un monde où l'amour, l'amitié, la trahison et l'ambition feront partie de son quotidien.

## Distribution
- Alba Ribas : Julia Rojas
- Jon Arias : Jorge Leiva
- Mamen Duch : Sofía Santelices
- Guiomar Puerta : Alba Córdoba / Alba Zabalburu Córdoba
- Biel Durán : Jesús Zabalburu
- Belén Fabra : María del Carmen Córdoba
- Álex Adrover : Ángel Belinchón
- Diego Domínguez : José María "Chema"
- Ariana Martínez : Berta de Beltrán
- Juan Blanco : Rodrigo Álvarez
- Aixa Villagrán :
- Violeta Rodríguez : Carolina "Carol"
- Christian Sánchez : Coach
- Javier Morgade : Daniel
- Lucía Fernández : Cristina Manzanas
- Arón Piper : Luis Rojas
- Songa Park : Charly
- Pedro Madrid : Alejandro "Álex" Manzanas
- Noelia Castaño : Victoria
- Ana Risueño : Carlota Duarte
- Joaquín Climent : Francisco Zabalburu.
- Joaquín Notario : Felipe Leiva †
- Jorge Sanz : José Manzanas